# 言葉にすれば
『言葉にすれば』（ことばにすれば）は、第74回NHK全国学校音楽コンクール（Nコン･2007年）高等学校の部の課題曲として製作された合唱曲。ゴスペラーズと松下耕の共同制作で作られており、作詞は安岡優（ゴスペラーズ）、作曲は安岡優と松下耕。Nコン課題曲版としては、混声四部合唱・女声四部合唱・男声四部合唱がある。
Nコン課題曲として担当したが、2007年度(第58回／平成19年) NHK 紅白歌合戦には選出されなかった。
2007年10月17日にキューンレコードから、ゴスペラーズの『It Still Matters〜愛は眠らない/言葉にすれば』の両A面シングルとして発売され、2009年3月11日にはアルバム『Hurray!』に収録された。ただし、合唱版とゴスペラーズ版とでは曲の終盤の展開が一部異なっている。

## ポップスのような合唱曲
2000年代よりNコンの課題曲を吉田美和や森山直太朗などのアーティストが手がけるなどポップスに近い傾向が見られたが、本曲もその流れの一つである。もっとも松下は「この曲は完全な「ポップス」であり、演奏にあたって、ポップスの表現が求められる作品となっています。」「今年の課題曲は、学校における合唱の現場や、合唱人にとって「あくの強い」ものでありましょう。しかし、だからこそ多くの合唱団に歌って欲しいと思うのです。」として、過去の課題曲とは一線を画していることを強調する。曲の成立について、安岡は「僕らは合唱の経験もないですし、いわゆるクラシックの音楽の勉強をしてきたわけでもないので、今回は歌詩のテーマをまず僕が考えて、そのテーマとなる1フレーズから、松下耕さんにもアイディアを出していただいて、ほんとに共同作業で作っていったという感じです。」と述べる。
同年のコンクールのテーマは「つながる」であり、安岡は詩の成立に際し「自分のことを振り返ってみても、高校生はいろんなことに能動的になり始める年ごろではないかと思います。誰かと出会ったり、誰かとつながったり、そういうことも自分の意志で、自分から能動的に行動を起こす、という年齢ですね。でも人とつながるといっても、いいことばかりじゃないし、誰かとつながるからこそ傷つけてしまったり、傷つけられてしまったり、自分の思いを上手に伝えられなくて誤解されてしまったり……（中略）それでもあなたに伝えたいことがある、だからこそ言葉にするという勇気を持って、歌を歌ったり、誰かとつながったり……、というような思いを込めてつくりました。」「曲を作る前からあったテーマは「譜面に書いてある正解をどれだけなぞれるかではなく、譜面からきっかけを得てみんなが考えた答えをステージに載せられる大会にしよう」というもの。だから『言葉にすれば』の歌詩は、おとなになればすぐに正解が出ないことがいっぱいあるんだ、という意味も込めて書いたんです。」とし、松下は「この詩は、いわゆる「理解を深める」詩ではない、と私は思っています。（中略）この詩を「読み砕こう」とせず、素直に「触れて」みてください。そこから、自由な創造の言葉が広がっているはずです。言葉と言葉、行と行の間に潜む、心境の変化やメッセージを、感じ取ることができるでしょうか。そして、この詩を「利用」して、皆さんにしか出来ない皆さんだけの主張、オリジナルなメッセージを歌い上げてほしいと思うのです。」とする。
「magnificently」（堂々と、壮大に）との指示が楽譜冒頭に示されている。曲の冒頭はト長調のコラールであるが、「この曲全体を暗示するような、希望と期待に満ちたものでありたいですね。スラーが書かれていますから、なめらかに。しかしポップスですので、ある程度ビートを効かせた歌い方でも楽しいでしょう。もちろん、クラシカルなレガートにしてもよいのです」。その後にソリストの歌唱が始まるが、「このソリストは楽譜にも書いたとおり、一人でも数人でも構いません。皆さんの合唱団に合った演出で楽しんでください。また、テンポもソリストの感覚で自由に決めてください。その意味でもこの曲は、高校生の皆さんが作り上げていく曲なのだということをおわかりいただきたい。」そしてその後もう一度冒頭のコラールが演奏される。松下は「自由に感じ、表現する」ことを強調するも、課題曲としてみた場合ここまでですでに音楽の三要素が凝縮されたつくりとなっていて、合唱団が基礎的な技術をどれだけ有しているかが審査される箇所とみることができる。
27小節からは「この曲の本編」として譜面上は通常の合唱曲スタイルとなるが、「ここからはしっかりとテンポをキープして、音楽をぐいぐいと推し進めてもらいたいと思います。シンコペーションが鈍くならないよう、必ず拍のアタマを意識した演奏を心がけましょう。」「さてこの、シンコペーションによって推し進められる曲のテーマですが、このテーマはなにも楽譜どおりに歌う必要はありません。ポップなセンスを生かして、合唱団ごとに工夫していただきたいと思います。つまり、楽譜を「くずす」のです。もちろ、この楽譜どおりに歌っていただいても一向に構いませんが、それぞれの合唱団の個性が打ち出される表現の方法を探っていただきたいと思います。ここでも合唱団は「自由さ」の「楽しみ」と「苦労」を知ることができるでしょう」として、表現力が問われる箇所である。53小節からは雰囲気がぐっと変わり、合唱がポリフォニーとなり微妙な転調もあり「合唱曲として楽しい部分ではないでしょうか」と松下は述べるが実際には合唱団にとって高度な力量が要求される箇所である。63小節からは最初のテーマがロ長調で再現され「音楽のテンションが高まっているというわけです。リズムのムーブメントをはっきりと、硬く歌ってください。」。79小節から最大の歌の魅せ場であるアカペラを挟み、87小節から曲の最後までは「音楽が大きな力で推進されるところです。ぐいぐいと力強く、そして迷いなく。絶対に音楽を途中で失速させてはいけません。飛行機が滑走路を離陸していくかのような、力強い感動が欲しいのです。まさにここは、あなたとあなたの想いが、世界に向けて離陸、テイクオフする場面なのです！」として音楽を締めくくる。
本曲の発表により、「すっと自分たちの中の”合唱“のイメージと闘ってきたんです。」「どこかちょっとダサイ”合唱”のイメージからなんとか離れようとしてきた。」とするゴスペラーズと、いわゆる「純合唱」との接点が増えていき、課題曲がきっかけとなって映画「うた魂♪」の劇中歌「青い鳥」を書下ろすことになる。